# All-Star Game de la NBA 2009

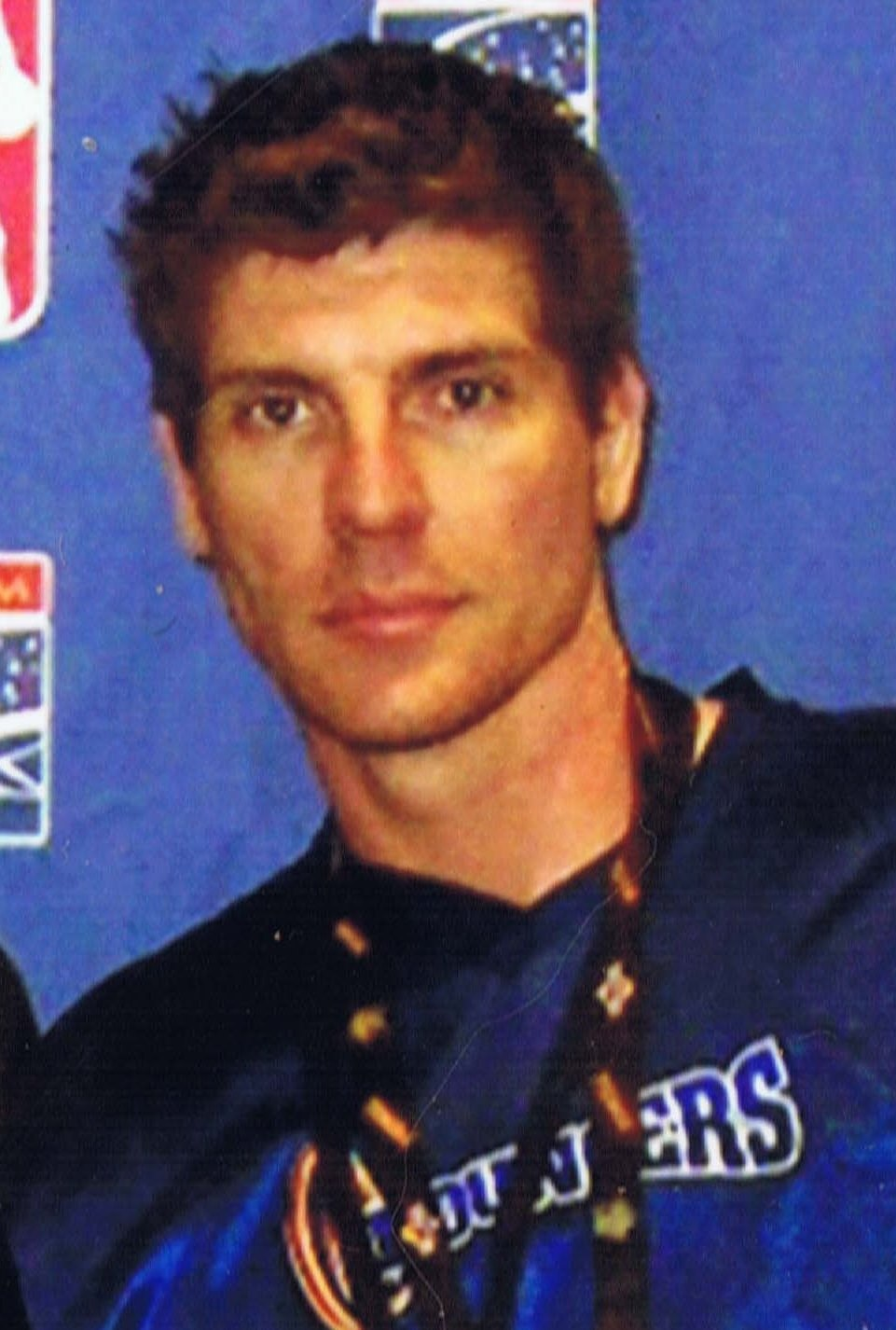
Mason Gordon

El All-Star Weekend de la NBA del 2009 se disputó en la ciudad de Phoenix, Arizona del 13 al 15 de febrero de 2009. El estadio del US Airways Center, hogar de los Phoenix Suns fue la sede del evento. La ciudad celebró el evento por tercera ocasión. Fue la 58.ª edición del All-Star Game. El Comisionado David Stern, hizo el anuncio en una conferencia de prensa en el 8 de noviembre de 2007 en el US Airways Center. Phoenix fue sede del All-Star Game en 1995 y 1975. Toronto, Nueva York, Oakland y Milwaukee también se presentaron para acoger la edición de 2009.
El equipo del Oeste venció de manera holgada al Este en el partido de las Estrellas, compartiendo el MVP
Kobe Bryant y Shaquille O'Neal.

## Viernes

### Rookie Challenge
- Rookies 116-122 Sophomores

| Rookies Plantilla 2009 |    |                           |                   |                          |
| A                      | 30 | Bandera de Estados Unidos | Michael Beasley   | (Miami Heat)             |
| E                      | 5  | Bandera de España         | Rudy Fernández    | (Portland Trail Blazers) |
| P                      | 33 | Bandera de España         | Marc Gasol        | (Memphis Grizzlies)      |
| E                      | 10 | Bandera de Estados Unidos | Eric Gordon       | (Los Angeles Clippers)   |
| P                      | 11 | Bandera de Estados Unidos | Brook Lopez       | (New Jersey Nets)        |
| B                      | 32 | Bandera de Estados Unidos | O. J. Mayo        | (Memphis Grizzlies)      |
| P                      | 52 | Bandera de Estados Unidos | Greg Oden         | (Portland Trail Blazers) |
| B                      | 1  | Bandera de Estados Unidos | Derrick Rose      | (Chicago Bulls)          |
| B                      | 0  | Bandera de Estados Unidos | Russell Westbrook | (Oklahoma City Thunder)  |

| Sophomores Plantilla 2009 |    |                                    |                 |                         |
| E                         | 0  | Bandera de Estados Unidos          | Aaron Brooks    | (Houston Rockets)       |
| A                         | 21 | Bandera de Estados Unidos          | Wilson Chandler | (New York Knicks)       |
| E                         | 35 | Bandera de Estados Unidos          | Kevin Durant    | (Oklahoma City Thunder) |
| AP                        | 22 | Bandera de Estados Unidos          | Jeff Green      | (Oklahoma City Thunder) |
| AP                        | 15 | Bandera de la República Dominicana | Al Horford      | (Atlanta Hawks)         |
| B                         | 4  | Bandera de Argentina               | Luis Scola      | (Houston Rockets)       |
| A                         | 12 | Bandera de Estados Unidos          | Al Thornton     | (Los Angeles Clippers)  |
| E                         | 3  | Bandera de Estados Unidos          | Rodney Stuckey  | (Detroit Pistons)       |
| A                         | 21 | Bandera de Estados Unidos          | Thaddeus Young  | (Philadelphia 76ers)    |

## Sábado

### Concurso de Mates
| Jugador                   | 1ª Ronda | Finales |
| ------------------------- | -------- | ------- |
| Nate Robinson (New York)  | 87       | 52%     |
| Dwight Howard (Orlando)   | 100      | 48%     |
| J.R. Smith (Denver)       | 85       |         |
| Rudy Fernández (Portland) | 84       |         |

Los aficionados votaron por el 4º participante que estaba siendo una controvertida pugna entre Joe Alexander de Milwaukee Bucks, Rudy Fernández de Portland Trail Blazers y Russell Westbrook de Oklahoma City Thunder. El 18 de enero de 2009, se anunció que Rudy Fernández era el elegido para competir en el Concurso de mates de la NBA.

### Concurso de Triples
| Pos. | Jugador       | Equipo            | Ptos. | Att. | %    | 1º | 2º | OT |
| ---- | ------------- | ----------------- | ----- | ---- | ---- | -- | -- | -- |
| E    | Daequan Cook  | Miami Heat        | 105   | 256  | .410 | 18 | 15 | 19 |
| A    | Rashard Lewis | Orlando Magic     | 137   | 327  | .419 | 17 | 15 | 7  |
| E    | Jason Kapono  | Toronto Raptors   | 52    | 124  | .419 | 16 | 14 |    |
| B    | Mike Bibby    | Atlanta Hawks     | 114   | 279  | .409 | 14 |    |    |
| A    | Danny Granger | Indiana Pacers    | 120   | 299  | .401 | 13 |    |    |
| E    | Roger Mason   | San Antonio Spurs | 103   | 229  | .450 | 13 |    |    |

### Concurso de Habilidades
| Pos. | Jugador      | Equipo              | Ht. | Wt. | 1º   | 2º   |
| ---- | ------------ | ------------------- | --- | --- | ---- | ---- |
| B    | Derrick Rose | Chicago Bulls       | 6–3 | 190 | 33.3 | 35.3 |
| B    | Devin Harris | New Jersey Nets     | 6–3 | 185 | 36.6 | 39.7 |
| B    | Mo Williams  | Cleveland Cavaliers | 6–1 | 190 | 37.5 |      |
| B    | Tony Parker  | San Antonio Spurs   | 6–2 | 180 | 50.8 |      |

### Concurso "Shooting Stars"
| Ciudad      | Miembros        | Equipo                        | 1º   | 2º   |
| ----------- | --------------- | ----------------------------- | ---- | ---- |
| Detroit     | Arron Afflalo   | Detroit Pistons               |      | 58.4 |
| Detroit     | Katie Smith     | Detroit Shock                 |      | 58.4 |
| Detroit     | Bill Laimbeer   | Detroit Pistons (Retirado)    |      | 58.4 |
| Phoenix     | Leandro Barbosa | Phoenix Suns                  |      | 1:19 |
| Phoenix     | Tangela Smith   | Phoenix Mercury               |      | 1:19 |
| Phoenix     | Dan Majerle     | Phoenix Suns (Retirado)       |      | 1:19 |
| San Antonio | Tim Duncan      | San Antonio Spurs             | 1:06 |      |
| San Antonio | Becky Hammon    | San Antonio Silver Stars      | 1:06 |      |
| San Antonio | David Robinson  | San Antonio Spurs (Retirado)  | 1:06 |      |
| Los Angeles | Derek Fisher    | Los Angeles Lakers            | 1:16 |      |
| Los Angeles | Lisa Leslie     | Los Angeles Sparks            | 1:16 |      |
| Los Angeles | Michael Cooper  | Los Angeles Lakers (Retirado) | 1:16 |      |

## Domingo

### All-Star Game
| 15 de febrero de 2009 | Eastern Conference All-Stars                               | 119–146                               | Western Conference All-Stars                          | |  |
| 6:50 p. m. MT         | Parciales: 27–34, 40–38, 24–38, 28–36                      | Parciales: 27–34, 40–38, 24–38, 28–36 | Parciales: 27–34, 40–38, 24–38, 28–36                 | |  |
|                       | Estadísticas LeBron James 20 Dwight Howard 9 Dwyane Wade 5 | Reporte Pts Reb Asts                  | Estadísticas Kobe Bryant 27 Pau Gasol 8 Chris Paul 14 | Pabellón: US Airways Center, Phoenix, Arizona Asistencia: 16,382 espectadores Árbitros: - #25 Tony Brothers - #44 Ron Olesiak - #18 Mark Wunderlich Televisión: TNT |  |

| Pos                                          | Jugador          | Equipo              | N.º de selec.    | Votos            |
| Quinteto inicial                             | Quinteto inicial | Quinteto inicial    | Quinteto inicial | Quinteto inicial |
| -------------------------------------------- | ---------------- | ------------------- | ---------------- | ---------------- |
| B                                            | Allen Iverson    | Detroit Pistons     | 10               | 1,804,649        |
| B                                            | Dwyane Wade      | Miami Heat          | 5                | 2,741,413        |
| A                                            | LeBron James     | Cleveland Cavaliers | 5                | 2,940,823        |
| A                                            | Kevin Garnett    | Boston Celtics      | 12               | 2,066,833        |
| P                                            | Dwight Howard    | Orlando Magic       | 3                | 3,150,181        |
| Reservas                                     |                  |                     |                  |                  |
| B                                            | Ray Allen        | Boston Celtics      | 9                | —                |
| B                                            | Devin Harris     | New Jersey Nets     | 1                | —                |
| B                                            | Joe Johnson      | Atlanta Hawks       | 3                | —                |
| B                                            | Jameer Nelson    | Orlando Magic       | 1                | —                |
| B                                            | Mo Williams      | Cleveland Cavaliers | 1                | —                |
| A                                            | Danny Granger    | Indiana Pacers      | 1                | —                |
| A                                            | Rashard Lewis    | Orlando Magic       | 2                | —                |
| A                                            | Paul Pierce      | Boston Celtics      | 7                | —                |
| A/P                                          | Chris Bosh       | Toronto Raptors     | 4                | —                |
| Entrenador: Mike Brown (Cleveland Cavaliers) |                  |                     |                  |                  |

| Pos                                           | Jugador           | Equipo                 | N.º de selec.    | Votos            |
| Quinteto inicial                              | Quinteto inicial  | Quinteto inicial       | Quinteto inicial | Quinteto inicial |
| --------------------------------------------- | ----------------- | ---------------------- | ---------------- | ---------------- |
| B                                             | Chris Paul        | New Orleans Hornets    | 2                | 2,134,798        |
| B                                             | Kobe Bryant       | Los Angeles Lakers     | 11               | 2,805,397        |
| A                                             | Amar'e Stoudemire | Phoenix Suns           | 4                | 1,460,429        |
| A                                             | Tim Duncan        | San Antonio Spurs      | 11               | 2,578,168        |
| P                                             | Yao Ming          | Houston Rockets        | 7                | 2,532,958        |
| Reservas                                      |                   |                        |                  |                  |
| B                                             | Chauncey Billups  | Denver Nuggets         | 4                | —                |
| B                                             | Tony Parker       | San Antonio Spurs      | 3                | —                |
| B                                             | Brandon Roy       | Portland Trail Blazers | 2                | —                |
| A                                             | Pau Gasol         | Los Angeles Lakers     | 2                | —                |
| A                                             | Dirk Nowitzki     | Dallas Mavericks       | 8                | —                |
| A                                             | David West        | New Orleans Hornets    | 2                | —                |
| P                                             | Shaquille O'Neal  | Phoenix Suns           | 15               | —                |
| Entrenador: Phil Jackson (Los Angeles Lakers) |                   |                        |                  |                  |

1. ↑  Ray Allen fue elegido para reemplazar a Jameer Nelson.[9]
2. 1 2  Jameer Nelson y Chris Bosh no pudieron participar por lesión.[10][9]
3. ↑  Mo Williams fue elegido para reemplazar a Chris Bosh.[10]
4. ↑  Aunque la NBA señaló a Chris Bosh como alero en la papeleta del All-Star,[7] fue seleccionado comoi pívot por los entrenadores

- MVP del Partido: Kobe Bryant y Shaquille O'Neal